# C-26
La Carretera C-26 o Eix Prepirinenc, és una carretera de la Xarxa Bàsica Primària de Catalunya que travessa Catalunya d'Oest a Est per sota del Prepirineu, enllaçant les comarques del Segrià, la Noguera, l'Alt Urgell, el Solsonès, el Berguedà, el Ripollès, la Garrotxa i l'Alt Empordà. Amb una longitud de 269,1 km, comença a Alfarràs, al límit amb l'Aragó, i finalitza a Borrassà, on enllaça amb la N-II. Les principals poblacions que enllaça són Balaguer, Artesa de Segre, Ponts, Solsona, Berga, Ripoll, Olot, Besalú i Figueres.
Es tracta d'una carretera convencional de calçada única. En diversos trams s'encavalca amb altres carreteres: C-13 a Balaguer, C-14 entre Artesa de Segre i Bassella, C-16 a Berga, C-17 a Ripoll i A-26 i N-260 entre Ripoll i Navata.
La C-26 té els següents enllaços:
| PK    | Població                       | Carretera amb enllaç              | Destinacions                                      |
| ----- | ------------------------------ | --------------------------------- | ------------------------------------------------- |
| 0,0   | Alfarràs                       | Límit provincial Osca/Lleida      |                                                   |
|       |                                | A-140                             | Tamarit de Llitera, Binèfar                       |
| 1,6   | Alfarràs                       | N-230                             | Lleida, Benavarri, El Pont de Suert, Vielha.      |
| 2,5   | Alfarràs                       | L-903                             | Ivars de Noguera                                  |
| 8,0   | Algerri                        |                                   |                                                   |
| 16,0  | Castelló de Farfanya           |                                   |                                                   |
| 22,4  | Balaguer                       | C-12                              | Lleida, Àger                                      |
| 25,8  | Balaguer                       | C-13 (inici superposició)         | Lleida                                            |
| 29,2  | Balaguer                       | C-13 (final superposició)         | Tremp, La Pobla de Segur, Sort                    |
| 31,0  | Sant Miquel (La Sentiu de Sió) | LV-3025                           | La Sentiu de Sió                                  |
| 40,2  | Cubells                        |                                   |                                                   |
| 45,5  | Foradada                       | LV-9137                           | Foradada, Alòs de Balaguer                        |
| 49,0  | Artesa de Segre                | C-14 (inici superposició)         | Agramunt, Tàrrega                                 |
| 82,3  | Bassella                       | C-14 (final superposició)         | Oliana, La Seu d'Urgell, Andorra                  |
| 86,5  | Ogern (Bassella)               |                                   |                                                   |
| 93,3  | Castellar de la Ribera         |                                   |                                                   |
| 101,1 | Lladurs                        | LV-4011                           | Lladurs                                           |
| 104,0 | Solsona                        | LV-3005                           | Torà, Biosca                                      |
| 104,1 | Solsona                        | LV-4241                           | Lladurs                                           |
| 106,0 | Solsona                        | C-55                              | Cardona, Manresa, Barcelona                       |
|       |                                | C-149                             | Ronda Sud de Solsona                              |
| 117,4 | Navès                          |                                   |                                                   |
| 127,2 | Navès/Montmajor                | Límit provincial Lleida/Barcelona |                                                   |
| 129,7 | Montmajor                      | B-420                             | Montmajor, Cardona                                |
| 136,7 | L'Espunyola                    | B-4131                            | Casserres, Puig-reig                              |
| 142,6 | Avià                           | B-4135                            | Cal Rosal                                         |
| 144,2 | Berga                          | C-149                             | Berga                                             |
| 146,0 | Berga                          | C-16a                             | Berga                                             |
| 146,7 | Berga                          | C-16 (inici superposició)         | Manresa, Barcelona                                |
| 149,5 | Berga                          | C-16 (final superposició)         | Bagà, Puigcerdà                                   |
| 158,1 | Vilada                         |                                   |                                                   |
| 166,5 | Borredà                        | B-4656                            | Sant Jaume de Frontanyà, La Pobla de Lillet       |
| 168,5 | Borredà                        | B-4654                            | Alpens, Sant Agustí de Lluçanès                   |
| 170,8 | Borredà/Les Llosses            | Límit provincial Barcelona/Girona |                                                   |
| 181,1 | Les Llosses                    |                                   |                                                   |
| 189,7 | Ripoll                         | C-17 (inici superposició)         | Vic, Granollers, Barcelona                        |
| 263,0 | Navata                         | N-260 (final superposició)        | Vilafant, Figueres                                |
| 264,0 | Pols (Ordis)                   | GIV-5128                          | Pols (Ordis), Ordis                               |
| 265,9 | Ordis                          | GIV-5128                          | Ordis, Borrassà                                   |
| 267,0 | Borrassà                       | GIV-6226                          | Creixell (Borrassà), Garrigàs                     |
| 268,2 | Borrassà                       | GIV-5128                          | Borrassà                                          |
| 269,1 | Vilamorell (Borrassà)          | N-IIa                             | Figueres, Polígon el Pont del Príncep (Vilamalla) |
|       |                                | N-II AP-7                         | Barcelona, Girona, La Jonquera, França            |